# Jean-Jacques Boussemart

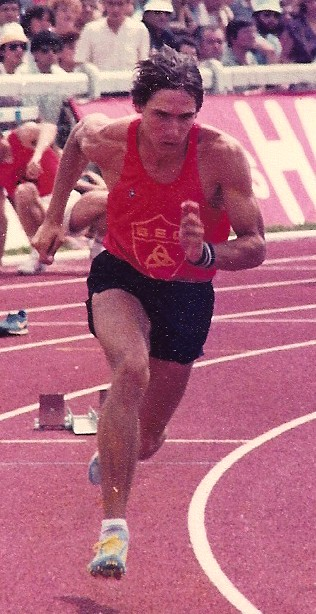
Jean-Jacques Boussemart (1983)

Jean-Jacques Boussemart (* 11. April 1963 in Lourdes) ist ein ehemaliger französischer Leichtathlet, der sich auf den Kurzstreckenlauf spezialisiert hatte.

## Sportliche Karriere
Der 1,78 Meter große Boussemart startete für Bordeaux EC. Er gewann den französischen Meistertitel im 200-Meter-Lauf 1983 und 1984.
Bei den Junioreneuropameisterschaften 1981 in Utrecht belegte Boussemart in 20,88 Sekunden den vierten Platz über 200 Meter. 1983 bei der Universiade in Edmonton wurde er Fünfter in 20,70 Sekunden. Einen Monat später bei den Weltmeisterschaften in Helsinki belegte die französische 4-mal-100-Meter-Staffel mit Thierry François, Marc Gasparoni, Antoine Richard und Jean-Jacques Boussemart Achte in 38,98 Sekunden. Über 200 Meter schied Boussemart in 20,76 Sekunden im Halbfinale aus. Einen weiteren Monat später fanden die Mittelmeerspiele in Casablanca statt. Über 200 Meter belegte Boussemart in 20,41 Sekunden bei zu starkem Rückenwind den zweiten Platz hinter dem Italiener Pietro Mennea. Mit der 4-mal-100-Meter-Staffel erlief Boussemart ebenfalls Silber hinter der italienischen Staffel, mit der 4-mal-400-Meter-Staffel siegte er vor den Italienern.
Im März 1984 wurde Boussemart über 60 Meter Siebter bei den Halleneuropameisterschaften in Göteborg. Im August bei den Olympischen Spielen 1984 in Los Angeles fand zunächst der 200-Meter-Lauf statt. Boussemart lief im Viertelfinale 20,54 Sekunden, im Halbfinale 20,55 Sekunden und im Finale nochmals 20,55 Sekunden und belegte damit den sechsten Platz vor dem zeitgleichen Pietro Mennea. Die 4-mal-100-Meter-Staffel mit Antoine Richard, Jean-Jacques Boussemart, Marc Gasparoni und Bruno Marie-Rose erreichte in 39,10 Sekunden den sechsten Platz, nachdem sie im Halbfinale bereits 38,91 Sekunden erzielt hatte.
Zwei Jahre später bei den Europameisterschaften 1986 in Stuttgart wurde die 4-mal-400-Meter-Staffel mit Yann Quentrec, Philippe Gonigam, Jean-Jacques Boussemart und Aldo Canti Achte. Im Jahr darauf bei den Weltmeisterschaften in Rom schied die Staffel in der zweiten Runde aus.

## Bestleistungen
- 200 Meter: 20,41 Sekunden, 1. Juli 1984 in Villeneuve-d’Ascq
- 400 Meter: 45,73 Sekunden, 16. August 1987 in La Chaux-de-Fonds